# PFK Sotji
Professionalnij futbolnij klub Sotji (også kendt som PFK Sotji) er en russisk fodboldklub fra byen Sotji. 
Klubben spiller i landets bedste liga, den russiske Premier League, og har hjemmebane på Fisjt olympiske stadion. Klubben blev grundlagt i 2018 og rykkede op i den bedste russisk række i 2019.

## Historiske slutplaceringer
| Sæson   | Niveau | Liga           | Placering | Kilde |
| ------- | ------ | -------------- | --------- | ----- |
| 2018/19 | 2.     | 1. Division    | 2.        | [ 1 ] |
| 2019/20 | 1.     | Premier League | 12.       | [ 2 ] |
| 2020/21 | 1.     | Premier League | .         |       |

## Kendte spillere
- Kirill Zaika